# Leucopternis
Leucopternis este un gen neotropical⁠(d) de păsări de pradă din familia Accipitridae. Sunt asociate cu pădurile tropicale⁠(d) și sunt puțin frecvente sau rare. Penajul lor este în mare parte negru sau gri deasupra și alb dedesubt, iar zona ceroasă de la baza ciocului este portocalie.

## Specii
Tradițional, Leucopternis conținea mult mai multe specii decât cele prezentate aici. Cu toate acestea, deoarece genul era cel mai probabil polifiletic⁠(d), au fost propuse mutări de specii în alte genuri, care au fost acceptate de Comitetul sud-american pentru liste de control al Uniunii Ornitologilor Americani⁠(d) și de Comitetul nord-american pentru liste de control, cu excepția faptului că Comitetul sud-american a plasat fostul L. lacernulatus în genul existent Buteogallus în loc să îl plaseze singur într-un nou gen Amadonastur. Celelalte specii au fost plasate în genurile Cryptoleucopteryx, Morphnarchus, Pseudastur și Buteogallus. Conform acestui tratament, speciile rămase în Leucopternis sunt:
- Leucopternis semiplumbeus
- Leucopternis melanops
- Leucopternis kuhli